# Saliente nordestino
Estreito do Atlântico e definição do Exército Brasileiro para o saliente, em amarelo e vermelho.
O saliente ou promontório nordestino é a parte da América do Sul mais próxima da África, onde a região Nordeste do Brasil projeta-se para o meio do Oceano Atlântico. Os 2 900 quilômetros entre os dois continentes são conhecidos como o “estreito do Atlântico”, cujos pontos estratégicos em cada lado são Natal e Dacar. A região é também relativamente próxima à Europa. Quatro capitais estaduais — Natal, João Pessoa, Recife e Maceió — estão na faixa litorânea. Estrategistas do Exército Brasileiro definiram essa faixa como externa a um setor interiorano, delimitado por um arco de círculo da divisa ocidental do Rio Grande do Norte até a barra do rio São Francisco, com centro na cidade de Parnamirim, Pernambuco. Juntos, os dois setores compreendem a 7.ª Região Militar. O jargão geopolítico usa o termo “promontório” para o Nordeste, enquanto os militares preferem “saliente”.
Por “encaixar” no litoral africano, o formato do promontório é antigo exemplo da deriva continental. A plataforma continental, com 50 km de extensão no litoral cearense, estreita-se mais a leste e a sul. A indústria petrolífera está ativa na plataforma e no continente. Fora do litoral estão o atol das Rocas e os arquipélagos de São Pedro e São Paulo e de Fernando de Noronha. O comércio marítimo brasileiro a partir do porto de Santos ramifica-se no saliente para seguir à região Norte, as Américas Central e do Norte e Europa. O Nordeste como um todo tem muitos portos, mas o litoral de Natal e do Rio Grande do Norte, na ponta do saliente, não são propícios à concentração do poder naval. O aeroporto de Parnamirim, Região Metropolitana de Natal, tornou-se parada importante nas rotas aéreas mundiais desde a década de 1920.
A importância estratégica de sua localização é permanente. O estreito do Atlântico é um choke point [en] ou estrangulamento entre o Atlântico Norte e Sul, onde as linhas de comunicação marítimas são mais facilmente cortadas. O estreito é largo e, como no Cabo da Boa Esperança, o estrangulamento é por apenas um lado, o saliente nordestino, que separa os dois Atlânticos. Ele é uma plataforma conveniente para a projeção de poder naval ou aéreo brasileiro no estreito e no Atlântico Sul. As invasões holandesas no Brasil, no século XVII, aproveitaram-se do porto bem protegido do Recife para atacar o comércio do Império Espanhol e bloquear o apoio espanhol e português ao Brasil Colonial. Na Segunda Guerra Mundial os planejadores militares dos Estados Unidos incluíram a região como uma das arestas de seu perímetro defensivo, considerando-a possível cabeça de ponte para o Eixo na América do Sul e ponto de partida para um ataque ao Canal do Panamá. Eles chegaram a traçar planos de invasão da região. Eles não foram necessários, pois o governo brasileiro permitiu a operação da Marinha e Força Aérea americanas no saliente, além de investir ele mesmo na defesa militar. Rio Grande do Norte, Paraíba e Pernambuco eram em 2009 os estados nordestinos com a maior participação dos militares na população economicamente ativa. A França mantém controle dos dois lados do estreito do Atlântico com sua posse da Guiana Francesa e influência na África Ocidental.